# Бретхаузен
Бретхаузен (нем. Bretthausen) — община в Германии, в земле Рейнланд-Пфальц. 
Входит в состав района Вестервальд. Подчиняется управлению Реннерод.  Население составляет 178 человек (на 31 декабря 2010 года). Занимает площадь 3,39 км².